# 1112 هـ
1112 هـ هي سنة في التقويم الهجري امتدت مقابلةً في التقويم الميلادي بين سنتي 1700 و1701.

## أحداث
- إنشاء محكمة عربية في شرم الشيخ الواقعة بسيناء.
- اندراس مدينة الرماحية بالعراق.
- الأمير محمد العالم يتمرد على والده السلطان إسماعيل بن الشريف ويحتل مراكش عنوة.

## مواليد
- خليل البصير
- علي الصعيدي العدوي

## وفيات
- ذبيح الله المحلاتي
- عبد علي العروسي الحويزي
- وحيد القزويني
- نعمة الله الجزائري.